# HMS Mimosa (K11)
HMS Mimosa (K11) je bila korveta razreda flower Kraljeve vojne mornarice, ki je bila operativna med drugo svetovno vojno.

## Zgodovina
11. maja 1941 je bila predana Svobodni francoski vojni mornarici, kjer so jo preimenovali v FFL Mimosa (K11).